# Pravo na novčanu naknadu za telesno oštećenje
Pravo na novčanu naknadu za telesno oštećenje u Republici Srbiji imaju osiguranici kod kojih je, zbog povrede na radu ili profesionalnog oboljenja, došlo do gubitka ili bitnijeg oštećenja pojedinih organa ili delova tela.

## Način ostvarivanja prava
Pravo na novčanu naknadu za telesno oštećenje može ostvariti lice kada kod osiguranika nastane:
- gubitak, bitnije oštećenje vitalnog dela teal,
- znatnija onesposobljenost pojedinih organa ili delova tela,
- otežana normalnu aktivnost organizma
- potreba za većim naporima u ostvarivanju životnih potreba.

Osiguranik stiče pravo na novčanu naknadu za telesno oštećenje ukoliko je telesno oštećenje prouzrokovano povredom na radu ili profesionalnom bolešću i koje iznosi najmanje 30%.
Telesna oštećenja su razvrstana prema težini i mogu se utvrditi u procentu i kreću se u rasponu od  najmanje 30%, do najviše 100%.
Telesna oštećenja su utvrđena Pravilnikom o utvrđivanju telesnih oštećenja ("Službeni glasnik RS", br. 105/03 i 120/08).

## Visina naknade
Visina novčane naknade za telesno oštećenje određuje se, u zavisnosti od:
- utvrđenog procenta telesnog oštećenja od 30% do 100% (o čemu odlučuje nadležna invalidska komisija),
- osnova utvrđenog propisima i usklađuje se na isti način kao i penzije.

Novčana naknada za telesno oštećenje isplaćuje se od dana nastanka telesnog oštećenja, ali najviše za šest meseci unazad od dana podnošenja zahteva, ako je telesno oštećenje postojalo i ranije.